# Tan Yankai
Tan Yankai, född 25 januari 1880 i Hangzhou, död 22 september 1930 i Nanking, var en politiker i Republiken Kina, som bland annat tjänstgjorde som både president och premiärminister. Han är också känd för sin roll som lokalpolitiker i Hunan-provinsen.
Tan föddes i Hangzhou, men hans föräldrahem var i Chaling, Hunan-provinsen. Tan var medlem i Liang Qichaos konstitutionalistiska parti och verkade för att Qingdynastins skulle upprätta ett parlament och inskränka monarkins makt. Efter Xinhairevolutionen bytte partiet namn till det Progressiva partiet (進步黨), där han var en viktig ledare.
Han lämnade sedermera partiet för Guomindang och blev utnämnd till militärguvernör över hemprovinsen Hunan. Han förhölls sig neutral när Guomindangs ledare Sun Yat-sen försökte största president Yuan Shikai i den andra revolutionen 1913, men Yuan avskedade ändå honom från sin post i Hunan. Efter Yuans död 1916 återvände Tan Yankai för att leda provinsen och motverkade Beiyangarméns försök att attackera Sun Yat-sens maktbas i Guangdong 1917. Efter ett kort försök att verka ett självstyrande Hunan i ett federalt Kina tvingade hans underlydande honom att avgå. När krigsherren Chen Jiongming drevs ut ur Guangzhou 1923 utnämnde Sun Yat-sen honom till inrikesminister.
Tan tjänstgjorde som ordförande i Guomindangs nationella regering under den första delen av Nordfälttåget och återinsattes efter Nordfälttåget avslutas. Under det korta mellanspel då Guomindang var splittrat i en vänster- och en högerflygel 1927 sällade sig Tan till Wang Jingweis vänsterflygel. I sin egenskap av ordförande i den nya nationella regeringen i Nanking blev han det första internationellt erkända statsöverhuvudet i Guomindangregimen. Tan blev senare utnämnd till premiärminister och höll posten fram till sin död 1930. Han begravdes nära Sun Yat-sens mausoleum i Nanking.
Hans dotter Tan Xiang var gift med den framstående generalen och politikern Chen Cheng och hans äldste son Beue Tann (Tan Boyu) var bland annat Kinas minister i Stockholm i mitten på 1930-talet.